# 韩永进
韩永进（1958年—），河北顺平人，文学博士，曾任中国国家图书馆馆长、党委书记，中国国家古籍保护中心主任。

## 生平
1958年2月出生于中国北京市。1982年2月毕业于南开大学历史系。
1982年2月至1989年12月：先后在中央办公厅和国务院办公厅工作。1989年12月至1995年3月，在辽宁省绥中县工作，历任副县长、县委副书记。1995年3月至2003年11月：在中央办公厅调研室工作，历任中央宣传思想工作领导小组秘书组调研员、副组长、组长（正局级）。
2003年11月至2014年1月：在国家文化部工作，历任教育科技司司长、全国艺术科学规划领导小组办公室主任，政策法规司司长、文化部文化体制改革领导小组办公室主任。
2014年1月：任国家图书馆馆长、党委书记兼国家古籍保护中心主任。
2018年2月24日，当选为第十三届全国人大代表。
2018年8月，由于年龄原因，不再担任中国国家图书馆馆长。

## 社会兼职
- 国家语言文字工作委员会委员
- 国家科学技术进步奖、国家技术发明奖、全国哲学社会科学基金、中宣部五个一工程奖等评委
- 国家行政学院、哈尔滨工程大学、山东艺术学院、武汉音乐学院等院校兼职教授

## 著作目录
- 《中国特色社会主义文化理论体系概论》（武汉：湖北人民出版社，2012）
- 《新的文化自觉》（北京：文化艺术出版社，2008）
- 《新的文化发展观》（北京：文化艺术出版社，2006）